# Ia Grai (huyện)
Ia Grai (đọc là /Ya-gờ-rai/ ) là một huyện miền núi biên giới nằm ở phía tây tỉnh Gia Lai, Việt Nam.

## Địa lý
Huyện Ia Grai nằm ở phía tây của tỉnh Gia Lai, có vị trí địa lý:
- Phía đông giáp thành phố Pleiku
- Phía tây giáp Vương quốc Campuchia với đường biên giới dài khoảng 12 km
- Phía nam giáp huyện Đức Cơ và huyện Chư Prông
- Phía bắc giáp huyện Chư Păh và huyện Ia H'Drai, tỉnh Kon Tum.

Huyện Ia Grai có diện tích 1.157,3 km², dân số là 111.570 người (theo kết quả điều tra năm 2023).
Đây cũng là địa phương có hai dự án Đường cao tốc Ngọc Hồi – Pleiku và Đường cao tốc Pleiku – Buôn Ma Thuột đi qua đang được triển khai đầu tư xây dựng.

## Lịch sử
Huyện Ia Grai được thành lập ngày 11 tháng 11 năm 1996 theo Nghị định 70/CP của Chính phủ trên cơ sở tách 9 xã: Ia Sao, Ia Hrung, Ia Krai, Ia Grai, Ia Kênh, Ia O, Ia Dêr, Ia Chia, Ia Pếch và thị trấn Chư Păh thuộc huyện Chư Păh. Đồng thời, đổi tên xã Ia Grai thành xã Ia Tô và đổi tên thị trấn Chư Păh thành thị trấn Ia Kha.
Ngày 26 tháng 12 năm 2001, thành lập xã Ia Khai trên cơ sở 16.518,5 ha diện tích tự nhiên và 2.475 người của xã Ia Krai.
Ngày 13 tháng 5 năm 2002, sáp nhập xã Ia Kênh vào thành phố Pleiku.
Ngày 16 tháng 2 năm 2005, thành lập xã Ia Grăng trên cơ sở 1.914 ha diện tích tự nhiên và 908 người của thị trấn Ia Kha, 9.801 ha diện tích tự nhiên và 1.155 người của xã Ia Tô.
Ngày 21 tháng 4 năm 2006, Chính phủ ban hành nghị định số 39/2006/NĐ-CP. Theo đó: 
- Thành lập xã Ia Bă trên cơ sở 11.212,05 ha diện tích tự nhiên và 5.905 người của xã Ia Hrung
- Thành lập xã Ia Yok trên cơ sở 2.642,71 ha diện tích tự nhiên và 8.246 người của xã Ia Sao.

Ngày 12 tháng 6 năm 2025, Quốc hội ban hành Nghị quyết số 202/2025/QH15 về việc sắp xếp đơn vị hành chính cấp tỉnh. Theo đó, từ ngày 12 tháng 6 năm 2025, sáp nhập tỉnh Bình Định vào tỉnh Gia Lai. Huyện Ia Grai được giải thể thành 5 xã: Ia Grai, Ia Krái, Ia Hrung, Ia Chia và Ia O.

## Hành chính
Trước khi giải thể huyện Ia Grai có 13 đơn vị hành chính cấp xã trực thuộc, bao gồm thị trấn Ia Kha (huyện lỵ) và 12 xã: Ia Bă, Ia Chia, Ia Dêr, Ia Grăng, Ia Hrung, Ia Khai, Ia Krai, Ia O, Ia Pếch, Ia Sao, Ia Tô, Ia Yok.
Các xã, thị trấn lại được chia thành 150 buôn làng, khối phố.

## Di tích, danh thắng
Trên địa bàn của Ia Grai có các danh thắng như: 
Núi Ông Phật, Thủy điện Sê San 3A, Sê San 4, Sê San 4A, khu du lịch sinh thái và lễ hội Về Nguồn. 
Suối Cát, Dàn phun, thác Lệ Kim và ở xã Ia Krăi,
Thác Chín Tầng, thác Mơ xẫ Ia Hrung

## Giáo dục
Trên địa bàn huyện Ia Grai hiện nay có các trường học và trung tâm giáo dục:
- Trường Trung học phổ thông Huỳnh Thúc Kháng (xã Ia Grai)
- Trường Trung học phổ thông A Sanh (Ia Krăi)
- Trường Trung học phổ thông Phạm Văn Đồng (Ia Hrung)
- Trường Trung học cơ sở Dân tộc nội trú Huyện Ia Grai
- Trường Trung học cơ sở Hùng Vương (xã Ia Grai)
- Trường Trung học cơ sở Phạm Hồng Thái (Ia Krăi)
- Trường Trung học cơ sở Hùng Vương (Ia Krăi)
- Trường Trung học cơ sở Lê Hồng Phong (Ia Chía)
- Trường Trung học cơ sở Phan Đình Phùng (xã Ia Grai)
- Trường Trung học cơ sở Tôn Đức Thắng (Ia Hrung)
- Trường Tiểu học Nguyễn Bá Ngọc (xã Ia O)
- Trường Tiểu học Võ Thị Sáu (Ia Hrung)
- Trường Tiểu học Lý Tự Trọng
- Trường Tiểu học Phan Chu Chinh (Ia Hrung)
- Trường Tiểu học Lê Lợi (Ia Krăi)
- Trường Tiểu học Lương Thế Vinh (Ia Krăi)
- Trường Tiểu học Hà Huy Tập (Ia Chía)
- Trường Tiểu học Kim Đông (xã Ia Grai)
- Trường Tiểu học Nguyễn Huệ (xã Ia Grai)
- Trung tâm Giáo dục thường xuyên